# この世の果て
『この世の果て』（このよのはて）は、1994年（平成6年）1月10日から3月28日までフジテレビ系「月9」枠で放送されたテレビドラマ。全12回。平均視聴率22.9%、最高視聴率25.3%。全ての回で20%以上の視聴率を記録した。主演は鈴木保奈美と三上博史。

## 概要
都会の絶望の果てで出会った、孤独なホステス・砂田まりあ（鈴木保奈美）と孤独な天才ピアニスト・高村士郎（三上博史）の究極の愛を描いた悲劇。オープニングとエンディングは士郎がまりあに語りかける形でナレーションが入る。メインキャスト全員が孤独であり、悲しい過去、心の傷をかかえており、この枠としては珍しい重厚な人間ドラマが描かれている。
鈴木保奈美と横山めぐみの初の汚れ役であり、その暗い演技が放送当時話題になった。野島作品の中でも特に暗い作品と言われている。同年10月21日に、ビデオ全4巻が発売されたが、DVD化は実現していない。
最終回はフジテレビ・オンエア版が20分延長であったが、ルミと井野が殺害した佐々木を埋めるシーンなど、いくつかの場面がカットされて1時間枠に収められている。地方で再放送される場合は、このカットされたバージョンの最終回が放送されることが多い。（FOD配信バージョンも46分に収まっている。）

## 制作経緯
脚本の野島伸司は、今まで誰も自分を認めてくれなかった、今まで誰も愛してくれなかった、そんな淋しい男女が出会って、初めてお互いを信じ合える相手と支え合いながら、東京という砂漠のような大都会で生きていく、都会の中の孤独を描いたドラマとして作製した。野島とフジテレビのヒットメーカー・大多亮プロデューサーは、企画を詰めていく段階で、60年代のスキータ・デイヴィスの名曲「The End of the World」のイメージを根底として置いていた。ドラマタイトルも同曲からとり、作品の求めるものも同楽曲のイメージに近かったが、洋楽で古い曲でもあり、ドラマの主題歌として使うにはリスクが大きいと大多が迷っていたら、野島が日本の歌だと尾崎豊の「OH MY LITTLE GIRL」が世界観に近いと大多に聴かせ採用を即決した。尾崎は浜田省吾と同じ須藤晃がプロデュースしていたため、本作の2年前1992年の『愛という名のもとに』で、「悲しみは雪のように」など浜田の楽曲起用を須藤に頼んでいた経緯もあって、すんなり「OH MY LITTLE GIRL」の主題歌採用が決まった。1997年1月3日に放送されたSMAP主演の単発ドラマ『僕が僕であるために』の主題歌も「尾崎の同名楽曲」をモチーフに企画されたもの。
大多亮が単独プロデュースで手掛けた最後の作品であり、永山耕三監督、光野道夫監督、木村達昭監督の作品でセカンド・サードディレクターを務めていた中江功、彼が初めてチーフとして手掛けた連続ドラマで、後の代表作「眠れる森」、「空から降る一億の星」等に通じる彼独特の世界観、その方向性を決定づけたドラマでもある。

## キャスト
砂田 まりあ（26) - 鈴木保奈美
幼い頃、父に愛されていないという思い込みから家に放火した。父は焼死したが、在宅中だった妹のななが逃げ遅れて盲目に。そのため常に暗い表情をしている。ななの目から光を奪った自分を責め続け、妹の目を治すと心に誓い手術費用を貯めるため昼は郵便局員、夜はホステスとして働く。ヘビースモーカー。
言葉遣いが荒く、時々激昂するが、妹のななと士郎には自己犠牲的な愛をささげる。やがて士郎の子を妊娠するが、言い出せないまま二人の仲はすれ違い、ルミの元で覚せい剤なしではいられない体になった士郎に暴力を振るわれ、流産する。流産したことで妊娠できない体になる。士郎を助け出し、覚せい剤がぬけたことを機会に士郎に別れを告げ、征司と結婚する決意をするが士郎の思いを捨てきれず、結婚式当日ヘリコプターから飛び降りてしまう。その後、一命は取り留めたものの、その後遺症で半身不随となり、飛び降りたショックで記憶も全て失い最終的には車椅子状態で無表情で戯れる廃人と化した。
高村 士郎 (32)- 三上博史
ひき逃げに遭い負傷。警察に通報、救急車に同乗してくれたまりあと恋に落ちる。始めは記憶喪失のふりをし素性を隠していたが、実は世界的に有名なピアニストだった。幼い頃から男性のピアニストに預けられ、英才教育を受けた末、彼の娘、百合子と結婚。ピアノを弾く機械のような生活を送っていた。しかし、自ら左手を傷つけ、ピアニスト生命を絶つ。妻と離婚し、資産も名誉も捨ててまりあと暮らし始めてからは、過去のプライドと栄光が捨てられず自暴自棄になり、覚せい剤に溺れる。それでも、まりあの助力の末、覚せい剤から抜け出すも、それを機にまりあから別れを告げられ、征司の元へ嫁いでしまう。それでも本人は彼女の幸せを願いながら別れを決意するも、まりあ自身は士郎への思いを捨てきれず、結婚式当日に征司が用意したヘリコプターから飛び降りてしまう。そして士郎は一命を取り留めたまりあと共にかつて住んでいたアパートの一室で過ごし、いつか彼女の失われた記憶を取り戻すこと願い続けるのであった。
砂田（村井） なな （20)- 桜井幸子
まりあの異父妹。姉が起こした放火事件が原因で盲目に。少々幼さが残るが障害を感じさせない健気な性格。一人暮らしをしながら村井夫妻の経営する花屋で働いていた（夫妻からは養子縁組の話をたびたび持ちかけられる）。ある日、コンビニ強盗が逃走するところに遭遇。口封じに暴行されかけていたところを助けてくれた純と恋に落ち、交際。しかし強盗犯が純だと知ると激怒し別れを切り出す。村井の息子・道夫に心引かれていくが、のちに酷い目に遭ってしまう。家に訪ねてきた祖父から姉とは父が異なること、警察官だった祖父たちの力で放火事件が事故として処理されたことを知る。しかし姉への愛情は変わらなかった。目の手術成功後は出版社へ就職し、年相応の印象を身につける。

神矢 征司(29) - 豊川悦司
経済界のプリンス、KAMIYAグループ御曹司。中学生の頃、本妻との間に子供ができなかった神矢の跡取りとして神矢家に。地位も名声も金も好きなように動かせるが、母を捨てた父を恨む気持ちも手伝い、愛を信じることができない。常に孤独を感じており、女を口説いて落ちるかどうかの賭けを部下としていた。すぐにお金に飛びついたまりあに「汚い豚め」と罵ったこともあるが、段々とまりあに惹かれていく。最終的にはまりあと結婚にこぎつけるが、そこで裏切りに遭う。
三島 純(25) - 大浦龍宇一
自動車整備工場に勤めている。赤ん坊の頃コインロッカーに捨てられていた天涯孤独の青年。顔の左側はやけど痕で覆われている。京子の弟とコンビニ強盗をした時に衝突したななに顔を見られたと勘違いする。しかしななが盲目であることを知り、安堵。仲間がななを暴行しようとしていたところを助けた事から恋愛関係になるが、彼女に真実を知られて破綻。しかし自分なりの「愛の形」を見つけてゆこうと模索する。勤務先に刑事がやってきたことで解雇され、セメント工場で働くようになる。後にななに「内藤あろう」として手紙を出すようになる。
加賀美 ルミ - 横山めぐみ
まりあが働く「花葡萄」に大勢の客を従えて店がえしてきたホステス。趣味は陶芸。ある男を誘惑し、貢がせた自慢話を控え室でホステスたちに聞かせていたが、その男は店のNo.1・京子が暮らしていた男だった。中学生の頃、ボーイフレンドとデート中に見知らぬ男たちに襲われ、暴行された時にボーイフレンドが逃げ出してしまった。それからは愛や永遠という言葉を聞くと頭痛がするようになり、セックスをしても感じなくなり、同時に冷酷で攻撃的な性格になってゆく。まりあのことを愛している士郎に腹が立ち、覚醒剤を士郎に注射する。
砂田 夕子 - 吉行和子
まりあとななの母、現在は居酒屋経営。元シナリオライター・葛木和也との間にまりあを身籠っていたが、廃人状態だった葛木との結婚は望めない状態にあった。それを承知の上で受け入れると言った砂田と結婚するが、まりあが起こした火事で死別。砂田には感謝はしているが、心から愛せなかった事と悔やんでいる。5年前に偶然再会した葛木をこっそりと匿い、最期を看取ると後追い自殺する。遺言により角膜はななに移植される。
吉田 潔 - 清水綋治
ななの主治医。人の情を信じることをしない。まりあには高額の金を出せば角膜移植を優先的に受けさせると何度も言っている。偽善や人の善意を嫌う人物であり、自分の目の前で車に飛び込んだまりあを見て驚愕する。
ななの角膜移植手術後、結婚式の前日に交通事故に遭い、20年間植物状態になっている妻をまりあに対面させた。
佐々木 実 - 小木茂光
娘を探して京都から上京し、夕子の店で働き始める料理人。実は探しているのは自分を破綻させ、妻を殺害する原因を作ったルミであった。服役を終えてすぐにルミを探すために上京した。ルミと士郎が暮らし始めたことを知り、士郎と別れるようにまりあに忠告する。ルミに毒を盛られ絶命する間際に、ルミの顔に硫酸をかける。
高村 百合子 - 高樹澪
士郎の妻。以前から父のもとで、ピアニストとしての英才教育を受けていた士郎と政略結婚をした。士郎の愛よりもピアニストとしての地位や手に興味がある。行方不明になった士郎を探し出すが、目の前で左手を傷つけた事から役に立たなくなったとして離婚を切り出す。
二村 浩一 - 加藤善博
百合子から雇われた元刑事の探偵。まりあと士郎の恋愛に興味を持ち、士郎を見つけてもしばらくは百合子に居所を知らせず、士郎に失踪やまりあとの暮らしを聞いていた。後にまりあから依頼を受け、覚せい剤漬けになりヤクザから追われる士郎を救い出す。怪しげな雰囲気だが、性格は悪い方ではない。
田辺 京子 - 秋本奈緒美
クラブ「花葡萄」No.1ホステス。入店間もないまりあと客の前で大喧嘩をするが、後に友人に。店では上品に振る舞っているが、プライベートではがさつな面がみられる。バイセクシャルの男と暮らし、一緒に店を開くために金を貯めていたが、金を持ち逃げされる形で破局。ルミが店に雇われて来た時に、皆の前でルミがその男に貢がせていたこと、京子との記念に買ったブランドの時計を偽物呼ばわりしたことなどを暴露し嘲笑したことから激怒。ルミに憎悪の念を抱く。弟がコンビニ強盗で逮捕され服役することが決まると、故郷へ帰った。
砂田 貴文- 織本順吉
ななの祖父で元警察官。妻と共に息子と夕子の結婚に反対し、結婚後は断絶状態になっていたが、息子たちについて回る葛木をけん制したり、息子の死の真相を闇に葬る等、それなりに愛情を持っていた。息子の墓前でななと対面。息子の面影を感じ、そして彼女に真相を話すが、夕子とまりあを悪く言った事からななに注意を受けてしまう。
大前喬 - 塩見三省
征司の部下、孤独な征司の心の支えになっている。
西岸忍 - 濱田万葉
士郎がまりあと別れた直後に出逢った少女。最終話の出演。
田川マキ - 神崎恵
忍の友人。
田辺茂 - 小栗雅弘
京子の弟で、純の友人。
村井 良雄 - 鶴田忍
ななが勤める花屋の店主。ななを気に入り、資産も名義変更し相続させる約束で養子縁組する。一人息子・道夫がおり、勘当していた。
村井 早苗 - 茅島成美
良雄の妻。心優しい性格で、ややお人好し。後にななが道夫に殺されかかったとして、実母の夕子に激しく罵られる。
村井 道夫 - 沢向要士
良雄と早苗の一人息子。勘当されていたが、借金を抱えていたこともあり、両親の財産相続をすることになったななに近づく。婚姻届にボランティア参加のサインだと偽りサインさせ、ななを殺そうとするが、後を追ってきた純により捕まえられる。
井野 仁 - 松田勝
ルミとは長い付き合いのあるバーのマスター。怪力の大男。裏社会にも通じており、ルミに覚せい剤を分ける。ルミがまりあを殺そうとすると、わざと弾の入っていない銃を渡し、自分の目をつぶし、ルミに告白。第6話から登場。
三浦 博実 - 土屋久美子
道夫に借金をさせている派手な女。調布市のボランティアだと嘘をつき、道夫と共にななを殺そうとする。道夫と共に純に捕まえられる。

## スタッフ
- 脚本・野島伸司
- 音楽・溝口肇
- プロデュース：大多亮
- 演出：中江功、林徹
- 制作：フジテレビ

## 主題歌
- 尾崎豊「OH MY LITTLE GIRL」
  - 第7話のエンディングでは本曲ではなく劇伴音楽担当の溝口肇のインストゥルメンタル曲が、第10話のエンディングでは本曲ではなくシューベルトの『アヴェ・マリア』がそれぞれ流れた。

## 放送日程
| 各話                                                       | 放送日        | サブタイトル     | 演出   | 視聴率 |
| ---------------------------------------------------------- | ------------- | ---------------- | ------ | ------ |
| 第1話                                                      | 1994年1月10日 | 雨のシンデレラ   | 中江功 | 24.1%  |
| 第2話                                                      | 1994年1月17日 | 目の見えぬ純愛   | 中江功 | 25.1%  |
| 第3話                                                      | 1994年1月24日 | 愛と死の十字架   | 中江功 | 24.4%  |
| 第4話                                                      | 1994年1月31日 | 流血の運命       | 林徹   | 21.9%  |
| 第5話                                                      | 1994年2月07日 | 愛だけを信じて   | 林徹   | 23.1%  |
| 第6話                                                      | 1994年2月14日 | すれ違う心       | 中江功 | 22.0%  |
| 第7話                                                      | 1994年2月21日 | 引き裂かれた姉妹 | 中江功 | 25.3%  |
| 第8話                                                      | 1994年2月28日 | その愛を失う時   | 林徹   | 22.6%  |
| 第9話                                                      | 1994年3月07日 | 小さな命が消える | 林徹   | 21.2%  |
| 第10話                                                     | 1994年3月14日 | 盲目の妹に光を   | 中江功 | 21.6%  |
| 第11話                                                     | 1994年3月21日 | 愛する者の死     | 林徹   | 20.1%  |
| 最終話                                                     | 1994年3月28日 | 未来を君に捧げる | 中江功 | 23.7%  |
| 平均視聴率 22.9%（視聴率は関東地区・ビデオリサーチ社調べ） |               |                  |        |        |

- 本放送ではサブタイトルは表示されなかったが、ビデオ版ではタイトルロゴと話数表記の後にサブタイトルが表示される。

## 関連商品
- この世の果て Vol.1～Vol.4 （フジテレビ、1994年10月21日発売）
- 野島伸司「この世の果て」（幻冬舎文庫）ISBN 4877284931